# 久間十義
久間 十義（ひさま じゅうぎ、1953年11月27日 - ）は、日本の小説家。「久間十義」は本名。
北海道新冠町出身。北海道札幌南高等学校、1977年早稲田大学第一文学部仏文科卒業。日本ペンクラブ、日本文芸家協会、各会員。

## 略歴
- 友人と学習塾を経営する傍ら批評家を目指すが、30歳で小説家に転向[5]。
- 豊田商事事件をモデルとした「マネーゲーム」で第24回文藝賞佳作。ポストモダン文学の旗手として注目を浴びる[6]。
- 1989年、「聖マリア・らぷそでぃ」で第2回山本周五郎賞候補[7]。
- 1990年、塾講師を辞め、創作に専念[5]。「世紀末鯨鯢記」で第3回三島由紀夫賞受賞[1]。
- 1998年、文藝賞選考委員就任（1999年まで、第35回 - 第36回）[8]。
- 1999年～2002年、早稲田大学文学部客員教授を務めた[5]。

## エピソード
- 大学卒業後は塾講師をしていた[9]。
- 体調を崩したときに見た、韓流ドラマにはまったことがきっかけで、韓流オヤジを自称していた[10]。
- 同じく文藝賞出身の作家である外岡秀俊とは高校の同級生であり、親交が長い[11]。外岡の『北帰行』（河出文庫）の解説も担当している。また同じく北海道出身の高澤秀次は大学の同級生である。

## 作品リスト

### 単行本
- マネーゲーム（1988年1月 河出書房新社 / 1990年10月 河出文庫） - バブルという言葉は用いていないものの、バブル景気を扱った初の小説と位置付けられている[12]。
- 聖マリア・らぷそでぃ（1989年1月 河出書房新社 / 1993年5年 河出文庫）
- 世紀末鯨鯢記（1990年3月 河出書房新社 1992年10月 河出文庫）
- ヤポニカ・タペストリー（1992年7月 河出書房新社 / 1996年6月 河出文庫）
- 海で三番目につよいもの（1993年4月 新潮社）
- B級読書機械（1993年11月 朝日新聞社）
- 魔の国アンヌピウカ（1996年3月 新潮社）
- B級読書倶楽部（1996年8月 毎日新聞社）
- 狂騒曲―1985〜1990（1997年7月 角川書店）
  - 【改題】狂騒曲（2000年11月 角川文庫）
- 刑事たちの夏（1998年7月 日本経済新聞出版社 / 2000年8月 幻冬舎文庫【上・下】 / 2009年2月 新潮文庫【上・下】 / 2017年1月 中公文庫【上・下】）
- ダブルフェイス（2000年5月 幻冬舎/ 2003年4月 幻冬舎文庫 / 2010年8月 新潮文庫【上・下】 / 2017年6月 中公文庫【上・下】）
- オニビシ（2000年6月 講談社）
- ロンリー・ハート（2001年11月 幻冬舎【上・下】 / 2008年10月 幻冬舎文庫【上・下】）
- サラマンダーの夜（2004年2月 角川書店） 
  - 【改題】放火―アカイヌ（2009年5月 角川文庫）
- 聖ジェームス病院（2005年12月 光文社 / 2008年6月 光文社文庫）
- 生命徴候（バイタル・サイン）あり（2008年4月 朝日新聞出版 / 2010年5月 朝日文庫【上・下】）
  - 【改題】生存確率―バイタルサインあり（2013年7月 新潮文庫）
- 祈りのギブソン（2009年3月 光文社）
  - 【改題】僕と悪魔とギブソン（2011年11月 光文社文庫）
- 刑事たちの聖戦（2010年8月 角川書店 / 2012年8月 角川文庫）
- 黄金特急（2011年8月 実業之日本社）
- デス・エンジェル（2015年10月 新潮社 / 2018年4月 新潮文庫）
- 禁断のスカルペル（2015年11月 日本経済新聞出版社）
- 笑う執行人 女検事・秋月さやか（2017年5月 KADOKAWA）
- 限界病院（2019年5月 新潮社）[13]

### アンソロジー
「」内が久間十義の作品
- 人はお金をつかわずにはいられない（2011年10月 日本経済新聞出版社）「グレーゾーンの人」
  - 【改題】それでもお金は必要だ！（2014年6月 日経文芸文庫）

## 映像化作品
テレビドラマ
- 刑事たちの夏（1999年4月1日、読売テレビ、主演：役所広司）